# Сийтън
 Тази статия е за града в Англия.  За американския режисьор вижте Джордж Сийтън.  
Сийтън (на английски: Seaton) е град в югозападна Англия, част от община Източен Девън в графство Девън. Населението му е около 8 400 души (2011).
Разположен е на морското равнище на брега на Ла Манш, на 33 километра източно от Ексетър и на 84 километра западно от Борнмът. Селището е основано през Саксонската епоха и получава градска харта през 1005 година. През XIX век се превръща в морски курорт, като и днес туризмът играе основна роля в града.